# تروي غروف (إلينوي)
تروي غروف (بالإنجليزية: Troy Grove)‏ هي معلم جغرافي تقع في الولايات المتحدة في إلينوي. يقدر عدد سكانها بـ 305 نسمة .

## الموقع الجغرافي
الموقع الجغرافي للمناطق المحيطة بهذه النقطة هو كالتالي:

## أعلام
- وايلد بيل هيكوك